# Roland Emmerich
Roland Emmerich (Stuttgart, 10 de novembre de 1955) és un director, guionista i productor de cinema alemany. Generalment treballa a Hollywood i en anglès. La seva primera pel·lícula, The Noah's Ark Principle (1984), era part de la seva tesi doctoral. Moltes de les seves pel·lícules han estat grans èxits del gènere del cinema de catàstrofes, com ara Independence Day (1996), El dia de demà (2004) i 2012 (2009). També són seves Stargate (1994) i El patriota (2000). Algunes altres pel·lícules, en canvi, van rebre crítiques negatives: Universal Soldier (1992), Godzilla (1998) i 10000 aC (2008).
És col·leccionista d'art i activista de diverses causes: pels drets dels homosexuals, contra l'escalfament global i pels drets humans.

## Biografia

### Primers anys
Emmerich va néixer a Stuttgart, Baden-Württemberg, Alemanya, i va créixer al barri residencial de Sindelfingen. En la seva joventut, va viatjar arreu d'Europa i Amèrica del Nord en vacances pagades pel seu pare Hans, adinerat fundador d'una companyia productora de maquinària agrícola. Va anar a la Universitat del Cinema i la Televisió de Múnic des de 1977 fins a 1981 amb la intenció de convertir-se en dissenyador de producció. Però després de veure Star Wars episodi IV: Una nova esperança, va decidir matricular-se en un programa de direcció cinematogràfica. Va haver de crear una pel·lícula curta per a la seva tesi doctoral de 1981: El principi de l'arca de Noé, que va escriure i el llargmetratge que va dirigir ell mateix, i que va obrir el Festival Internacional de Cinema de Berlín de 1984.
El 1985, va fundar Centropolis Film Productions (ara coneguda com a Centropolis Entertainment), juntament amb la seva germana, la productora Ute Emmerich, i va dirigir la seva gran pel·lícula com a debutant, un film de fantasia anomenat Joey. Posteriorment va dirigir el 1987 la comèdia Holly-Monster i el 1990 una pel·lícula de ciència-ficció, Moon 44. Encara que Emmerich les va rodar en anglès per anar en contra dels estils convencionals alemanys en un intent d'atreure un mercat més gran, només van ser projectades en cinemes del seu país d'origen i fronterers. A continuació, va tenir com a resultat el llançament de Moon 44 directament en vídeo als Estats Units a principis de 1990. Finalment, Joey i Hollywood-Monster també es van llançar en vídeo en els EUA (igual que Making Contact i Ghost Chase), una vegada que Emmerich havia adquirit més importància en aquell país.

### Director a Hollywood

#### Dècada de 1990
El productor Mario Kassar va convidar Emmerich als Estats Units per dirigir una pel·lícula futurista d'acció titulada Isobar. Dean Devlin, que va aparèixer en Moon 44 i aviat es va unir a Emmerich com a soci de producció i guió, exercí aquest paper fins al 2000. Posteriorment, Emmerich va rebutjar aquesta oferta després que els productors no acceptessin el nou guió escrit per Devlin, i el projecte Isobar va ser al final descartat. En canvi, Emmerich va ser contractat per reemplaçar el director Andrew Davis per a la pel·lícula d'acció Soldat universal. Aquesta pel·lícula es va estrenar el 1992, i van seguir dues seqüeles directament per vídeo: una per ser projectada en cinemes i una altra seqüela el 2010.
Després, el 1994, Emmerich va prendre les regnes de la pel·lícula de ciència-ficció Stargate. En aquella època, va establir un rècord com l'estrena més taquillera en un cap de setmana per a una pel·lícula llançada en el mes d'octubre. Va arribar a ser comercialment més reeixida del que la indústria del cinema havia previst i va produir-ne una franquícia mediàtica molt popular.
Llavors Emmerich va dirigir Independence Day, sobre una invasió alienígena, estrenada el 1996, que va arribar a ser el primer film que recaptà 100 milions de dòlars en menys d'una setmana i va continuar sent, econòmicament parlant, una de les més reeixides de tots els temps, fins a tal punt que ha estat la segona pel·lícula més taquillera del món. Llavors Emmerich i Devlin van crear la sèrie de televisió The Visitor, emesa en la FOX des de 1997 fins a 1998, però va ser cancel·lada després de la primera temporada.
La seva següent pel·lícula, Godzilla, es va estrenar el 1998, i va incloure un extens desplegament publicitari. No obstant això, la pel·lícula no va arribar a conèixer l'èxit pronosticat, i va ser rebutjada per gran part de la crítica.

### A partir del 2000
En prendre's un petit descans amb la ciència-ficció, després Emmerich va dirigir la superproducció sobre la Guerra de la Independència dels Estats Units, El patriota. Va ser la segona pel·lícula (la primera, Soldat universal) en la qual Emmerich no havia contribuït al guió; en general, la pel·lícula va rebre una resposta comercial i crítiques favorables, i ha estat el seu treball millor acollit fins avui. Després d'associar-se amb el seu nou company de guió, Harald Kloser, Emmerich va tornar una vegada més a dirigir un altre èxit de taquilla el 2004, una aventura carregada d'efectes visuals, El dia de demà, una altra pel·lícula de desastres sobre una futura glaciació a conseqüència de l'escalfament global. Poc després, va fundar Reelmachine, una altra companyia de producció cinematogràfica amb base a Alemanya.
El 2008, Emmerich va dirigir 10000 aC, una pel·lícula sobre els viatges d'una tribu prehistòrica de caçadors de mamuts. Va ser un èxit total de taquilla, però va ser considerada per la crítica com una de les pitjors pel·lícules de l'any. Després va ser triat per dirigir una nova versió de la pel·lícula de ciència-ficció de 1966 Fantastic Voyage, però al final el projecte es va quedar estancat. 2012 fou una pel·lícula de desastres apocalíptics inspirada en l'antiga teoria maia que vaticinava la fi del món el 21 de desembre del 2012. Emmerich sol acabar la producció d'una pel·lícula a gran escala tant en un marc de temps més curt com amb un pressupost més baix del que normalment necessiten altres directors.
El 2011 dirigeix Anonymous, que explica el cas d'Edward de Vere, 17è comte d'Oxford, com el veritable autor de les obres de teatre i sonets normalment atribuïts a William Shakespeare. El 2013, s'estrena la seva pel·lícula anomenada White House Down, relativa a un atac paramilitar a la Casa Blanca i conspiració contra el president dels Estats Units d'Amèrica.

### La crítica
És una opinió general entre els crítics que les pel·lícules d'Emmerich confien en excés en els efectes visuals, i pateixen el clixé del diàleg, de la pobra narració, d'imprecisions científiques i anacronismes, del desenvolupament il·lògic de l'argument, i de la falta de profunditat en els seus personatges. Emmerich sosté que no es desanima per crítiques tan negatives, i es proposa oferir entreteniment agradable per al públic de la "pantalla gran". Afirma que és "un director, no un científic"; crea la seva pròpia ficció basada en la ciència o en històries reals perquè el missatge que llança sigui "més emocionant".
Com a resposta a les acusacions de falta de sensibilitat per incloure escenes de Nova York destruïda en El dia de demà, menys de tres anys després dels atemptats de l'11 de setembre de 2001, Emmerich al·lega que era necessari representar l'esdeveniment com a mitjà per a exhibir la creixent unitat que ara la gent té a l'hora d'afrontar un desastre, gràcies a l'11S. En ser acusat de recrear molt sovint escenes de ciutats sotmeses a desastres a gran escala, Emmrich va dir que és un camí justificat per a incrementar la conscienciació sobre l'escalfament global i la manca d'un pla de preparació del govern per a les possibles circumstàncies més catastròfiques.

## Filmografia

### Com a director
- 1979: Franzmann (curtmetratge en negre i blanc de 47 minuts)
- 1984: El principi de l'arca de Noé (Das Arc Noah prinzip)
- 1985: Joey
- 1987: Ghost Chase (Hollywood monster)
- 1990: Estació lunar 44 (Moon 44)
- 1992: Soldat universal (Universal Soldier)
- 1994: Stargate, la porta de les estrelles (Stargate)
- 1996: Independence Day
- 1998: Godzilla
- 2000: El patriota (The Patriot)
- 2004: El dia de demà (The Day after tomorrow)
- 2008: 10 000 (10,000 BC)
- 2009: 2012
- 2011: Anonymous
- 2013: White House Down
- 2015: Stonewall
- 2016: Independence Day: Resurgence
- 2019: Midway
- 2022: Moonfall

### Com a consultor-director
- 2003: Coronado, dirigida par Claudio Fäh.

### Com a productor de cinema
- 1979: Franzmann (curtmetratge en negre i blanc de 47 minuts)
- 1984: El principi de l'arca de Noé (Das Arc Noah prinzip)
- 1985: Joey
- 1987: Ghost Chase (Hollywood monster)
- 1990: Estació lunar 44 (Moon 44)
- 1991: Eye of the Storm de Yuri Zeltser
- 1992: Soldat universal (Universal Soldier)
- 1994: Stargate, la porta de les estrelles (Stargate)
- 1994: The High Crusade de Klaus Knoesel i Holger Neuhäuser adaptat de l'obra de Poul Anderson Els croats del cosmos)
- 1996: Independence Day
- 1998: Godzilla
- 1999: The Thirteenth Floor de Josef Rusnak)
- 2000: El patriota (The Patriot)
- 2002: Eight Legged Freaks d'Ellory Elkayem)
- 2004: El dia de demà (The Day after tomorrow)
- 2007: Trade Welcome to América de Marco Kreuzpaintner
- 2009: Shirley Adams (d'Oliver Hermanus)
- 2008: 10000 (10000 BC)
- 2009: 2012
- 2010: Anonymous
- 2013: White House Down
- 2015: Stonewall
- 2016: Independence Day: Resurgence
- 2019: Midway
- 2022: Moonfall

### Com a productor de sèries de televisió
- 1997: El visitant (The visitor)
- 1998: Godzilla: La Sèrie, sèrie animada
- 2013: Universal Soldier, La Sèrie

### Guionista
- 1979: Franzmann (coescrita amb Oswald von Richthofen)
- 1980: Altosax, de Thomas Merker (coescrita amb Walter Lindenlaub)
- 1984: El principi de l'arca de Noé (Das Arc Noah prinzip)
- 1985: Joey (coescrita amb Hans J. Haller i Thomas Lechner)
- 1987: Ghost Chase (Hollywood monster) (coescrita amb Oliver Eberle i Thomas Kubisch)
- 1990: Estació lunar 44 (coescrita amb Oliver Eberle i Dean Heyde)
- 1994: Stargate (coescrita amb Dean Devlin)
- 1996: Independence Day (coescrita amb Dean Devlin)
- 1998: Godzilla (coescrita amb Dean Devlin)
- 2004: El dia de demà (The Day after tomorrow) (coescrita amb Jeffrey Nachmanoff)
- 2008: 10000 (10000 BC) (coescrita amb el compositor alemany Harald Kloser i Robert Rodat)
- 2009: Fantastic Voyage (coescrita amb Cormac Wibberley i Marianne Wibberley)
- 2009: 2012 (coescrita amb Harald Kloser)
- 2016: Independence Day: Resurgence (coescrita amb Dean Devlin
- 2022: Moonfall

## Premis i nominacions

### Nominacions
- 1984. Os d'Or per El principi de l'arca de Noé (Das Arche Noah Prinzip)